# 七頭馬

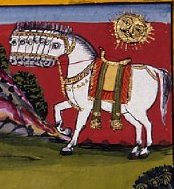
七頭馬

七頭馬（梵語：、長耳或大聲嘶鳴之意）是印度神話中登場，擁有七個頭的純白飛馬。眾神在乳海攪拌之際誕生。被視為最優秀的馬、馬之模範、馬之王。根據『摩訶婆羅多』的敘述，牠被因陀羅捕捉，作為坐騎，或成為阿修羅之王的馬。

## 關連項目
- 迦樓羅

## 脚注
1. 1 2  Monier Monier-Williams (1819-1899). : 173. 2008. （原始内容存档于2017-05-04）.